# Золоте кільце Росії
Золоте кільце Росії (рос. Золотое кольцо) — сімейство туристичних маршрутів, що проходять по стародавніх російських містах, в яких збереглися унікальні пам'ятки історії та культури Росії. Кількість і склад міст в конкретному маршруті можуть бути різними.
Міста Золотого кільця належать до шести областей: Московської, Владимирської, Івановської, Костромської, Тверської й Ярославської.
До Золотого кільця входять вісім основних міст — Сергієв Посад, Переславль-Залєський, Ростов Великий, Ярославль, Кострома, Іваново, Суздаль і Владимир. Решта списку (Александров, Боголюбово, Гороховець, Гусь-Хрустальний, Дмитров, Калязін, Кидекша, Москва, Муром, Мишкін, Палех, Пльос, Рибінськ, Тутаєв, Углич, Юр'єв-Польський, Шуя та ін.) є дискусійною.
За іншою інформацією («Намедни, Наша эра») в Золоте кільце Росії входять всього 12 міст, включаючи: Переславль-Залєський, Ростов Великий, Углич, Ярославль, Кострома, Пльос, Суздаль, Владимир, Юр'єв-Польський, Александров — вони так називалися завжди, а також Сергієв Посад (у 1930-91 рр. — Загорськ) і Тутаєв (колишній Романов-Борисоглібськ).
Автор терміна — літератор Юрій Бичков, який створив в 1967 році серію однойменних нарисів для газети «Советская культура» (за іншими джерелами — «Советская Россия»).